# Bárbara Evans
Bárbara Rezende Clark Almeida Theodoro, mais conhecida como Bárbara Evans (Rio de Janeiro, 22 de maio de 1991), é uma modelo e atriz brasileira.

## Biografia
Filha da apresentadora Monique Evans e do empresário José Clark, nasceu por inseminação artificial e foi criada na Zona Sul do Rio de Janeiro. Tem um meio-irmão materno, Armando Aguinaga, e duas meias-irmãs paternas. Tentou cursar administração, nutrição, odontologia e teatro, sem concluir nenhuma graduação devido à carreira de modelo.

## Carreira
Iniciou na modelagem aos 15 anos e foi agenciada pela 40 Graus, logo chamando a atenção de revistas e portais de entretenimento. Tornou-se capa da edição de dezembro de 2011 da revista Playboy, que registrou vendas de 177 mil exemplares e a projetou nacionalmente. Em 2013, participou da sexta temporada do reality show A Fazenda da Rede Record, na qual sagrou-se campeã com o prêmio de R$ 2 milhões e um automóvel. A vitória consolidou seu status de celebridade de TV e ampliou sua presença em desfiles de Carnaval, eventos de moda e campanhas publicitárias.
Em 2017 estreou como atriz na minissérie Global Dois Irmãos, interpretando Lívia, interesse amoroso do protagonista vivido por Cauã Reymond. No ano seguinte competiu na terceira temporada do talent show Dancing Brasil, da RecordTV, saindo na terceira semana e ficando em 13.º lugar. Paralelamente, participou de videoclipes, desfiles como musa da Grande Rio e ensaios para revistas como a VIP.

## Vida pessoal
Chegou a cursar administração, nutrição, odontologia e teatro, porém não concluiu nenhum devido à carreira de modelo. Em 2012, enfrentou um câncer de pele ao descobrir um melanoma não invasivo, o qual foi removido logo no início da doença e não gerou grandes consequências, revelando o fato ao público apenas em 2014, quando endossou uma campanha pela prevenção. Em 2013, fez duas tatuagens nos braços para homenagear os pais, porém três dias depois revelou ter se arrependido e iniciou um tratamento dermatológico para removê-las, uma vez que isso poderia atrapalhar sua carreira na moda.
Em maio de 2008, iniciou um namoro com o ator Kayky Brito, com quem veio a terminar em agosto de 2009. Seguiu tendo vários relacionamentos amorosos, que incluem outros famosos: o jogador de futebol Patrick Cruz, os modelos Lucas Malvacini e Mateus Verdelho, o jogador de futebol Paolo Guerrero e o deputado Irajá Abreu. Em 2018, começou a se relacionar com o empresário Gustavo Theodoro, com quem se casou em uma cerimônia civil em maio de 2020 e em outra religiosa em abril de 2021. Em setembro de 2021, anunciou que estava grávida de gêmeos após ter passado por um processo de fertilização in vitro que começou em maio. No entanto, Bárbara sofreu um aborto espontâneo de um dos fetos, com a sobrevivente, Ayla, nascendo em 3 de abril de 2022. Em 27 de novembro de 2023 Bárbara deu a luz aos gêmeos Álvaro e Antônio.

## Filmografia

### Televisão
| Ano  | Título         | Cargo/Personagem          | Nota                         |
| ---- | -------------- | ------------------------- | ---------------------------- |
| 2013 | A Fazenda      | Participante (Vencedora)  | Temporada 6                  |
| 2017 | Dois Irmãos    | Lívia                     |                              |
| 2018 | Dancing Brasil | Participante (13.° lugar) | Temporada 3                  |
| 2019 | Alto Leblon    | Ela mesma                 | Temporada 2 - Garotas do Rio |

### Videoclipes
| Ano  | Título            | Artista                     |
| ---- | ----------------- | --------------------------- |
| 2017 | "Vai Me Procurar" | Grupo Haridady              |
| 2017 | "Amigo Taxista"   | Zé Neto & Cristiano         |
| 2019 | "Garotas do Rio"  | Cast (feat. Jhama e Ananda) |